# ルイス・A・オチョア
ルイス・A・オチョア（英: Louis Andre Ochoa 1979年3月23日 - ）は、フィリピン・マニラ出身のミュージシャン、ベーシスト。米国マサチューセッツ州ボストン市在住。
ロック、ジャズ、フュージョン、ファンクなど、様々なスタイルに対応できる万能奏者である。
ベースはエンドーサーであるNS Designのヘッドレスモデルを使用。

## 来歴
米国人の父親とフィリピン人の母親を持ち、10代までフィリピンで育つ。
大学進学のために渡米し、音楽の名門バークリー音楽大学にて演奏科学士課程を修了。その後はボストンを拠点として主にニューイングランド地方でプロとして活躍中。
同じくボストンを拠点とするゲーム音楽をロックバンドとオーケストラで演奏するVideo Game Orchestraに2012年に加入し、世界中をツアーしながら数多くのサウンドトラック録音に関わっている。自身のプロジェクトProject O.N.Sでは作曲やミックスも手掛けている。